# Sabancaya
Sabancaya je 5976 m vysoký vulkán v Andách v jižním Peru, asi 100 km severozápadně od města Arequipa. Je to nejmladší a jediné aktivní vulkanické centrum komplexu skládajícího se ze tří stratovulkánů: Sabancaya, Ampato (6288 m) a Hualca Hualca (6025 m). Starší vulkány byly aktivní v pozdním pliocénu a v pleistocénu a v současnosti jsou pokryty celoročním ledem. Erupce Sabancaye se poprvé objevují v záznamech v roce 1750, od té doby vybuchla nejméně šestkrát. Erupce mají freatický charakter, po emisi popelového mraku následuje výlev objemných andezitových až dacitových láv.